# Orchestrella caroli
Orchestrella caroli är en spindelart som beskrevs av Lawrence 1966. Orchestrella caroli ingår i släktet Orchestrella och familjen jättekrabbspindlar.
Artens utbredningsområde är Namibia. Inga underarter finns listade i Catalogue of Life.